# Miyake (subprefectuur)

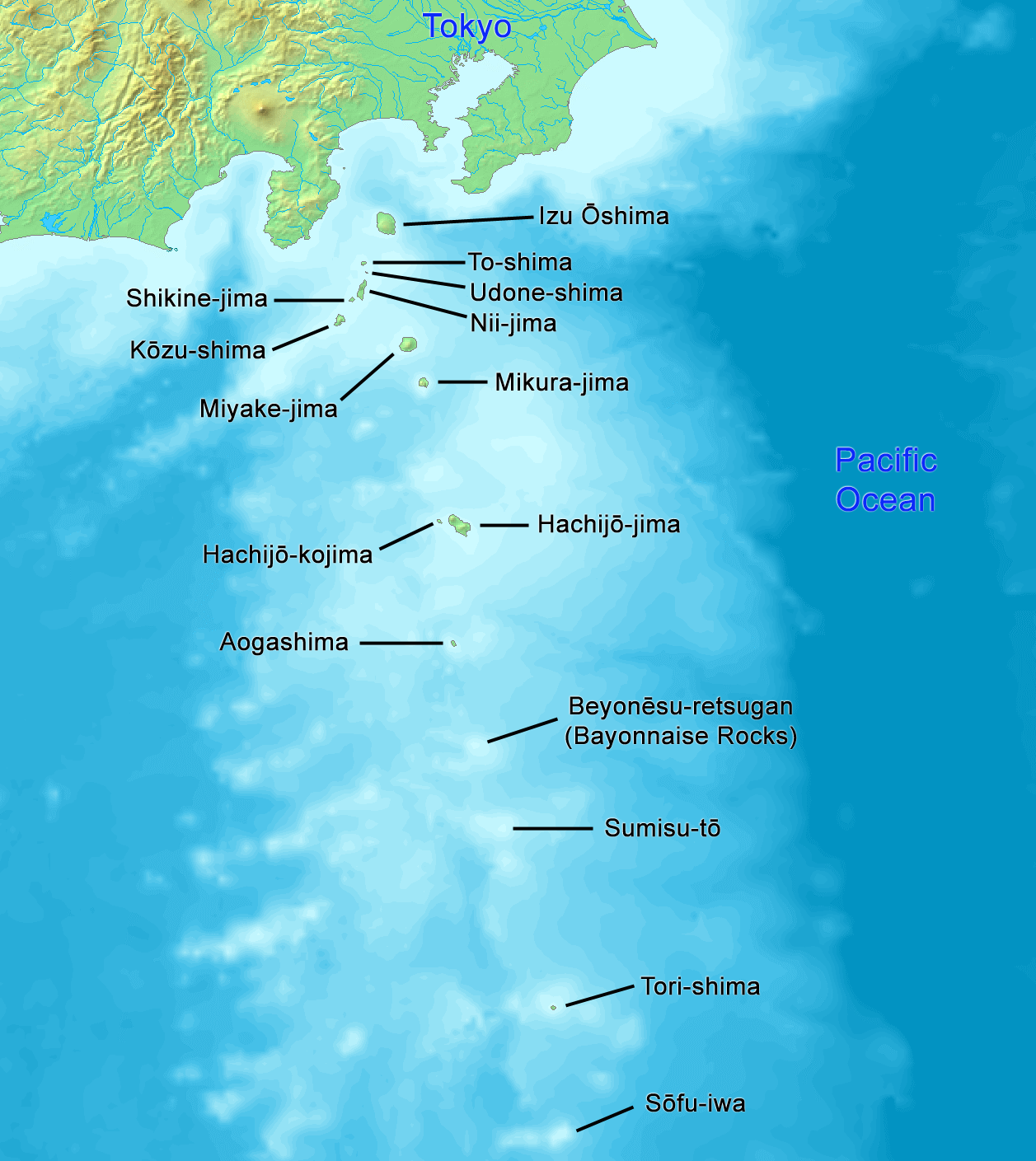
Izu-eilanden

 Miyake  (Japans: 三宅支庁,  Miyake-shichō) is een subprefectuur van de prefectuur Tokio, Japan.
Miyake heeft een oppervlakte van 76,08 km² en een bevolking van ongeveer 2639 inwoners (1 april 2008). De subprefectuur staat onder de bevoegdheid van het Overheidsbureau voor Algemene Zaken van de prefectuur Tokio (東京都総務局, Tōkyō-to sōmu kyoku ; Engels: Tokyo Metropolitan Government Bureau Of General Affairs). De subprefectuur bevindt zich op de Izu-eilanden.
Er bevindt zich twee dorpen in de subprefectuur:
- Mikurajima (op het eiland Mikurajima)
- Miyake (op het eiland Miyakejima)

Omwille van een vulkaanuitbarsting werd het eiland Miyakejima volledig geëvacueerd in september 2000. De inwoners mochten pas op 1 februari 2005 permanent terugkeren.

## Geschiedenis
- 1920: Mikurajima en Miyakejima verliezen hun autonomie en komen onder de bevoegdheid van het Eilandsecretariaat Ōshima (Ōshima-tocho) . Er wordt een bijkantoor opgericht op het eiland Miyakejima.
- 1926:  Ōshima-tocho wordt omgevormd tot de subprefectuur Ōshima
- 1943: Het bijkantoor op het eiland Miyakejima wordt afgesplitst van Oshima en wordt zelfstandig onder de naam Subprefectuur Miyake.